# Anaulacomera spatulata
Anaulacomera spatulata är en insektsart som beskrevs av Morgan Hebard 1927. Anaulacomera spatulata ingår i släktet Anaulacomera och familjen vårtbitare. Inga underarter finns listade i Catalogue of Life.